# مسیب‌خان مسیب تکلو
مسیب‌خان مسیب تکلو یا مسیب‌خان تکلو از امیران طایفه تکلو در زمان شاه اسماعیل دوم و شاه محمد خدابنده بود. پدرش محمدخان شرف‌الدین اوغلی حاکم هرات و لله محمدمیرزا بود. وی در خطاطی، موسیقی و شعر نیز مشغول بود. وی همچنین مدتی حاکم و بیگلربیگ هرات و تهران (ری) بود. وی در اواخر پادشاهی شاه محمد خدابنده به مخالفت با ولیعهدی حمزه میرزا برخاست و خواهان ولایت‌عهدی تهماسب‌میرزا شد. سرانجام به دست حمزه میرزا اسیر گشت و از شوکت و اعتبار افتاد. مسیب‌خان تکلو در زمینه شعر دارای تصنیف‌هایی است که در آن زمان معروف بوده‌است. شمسای زرین قلم فایق لاهیجانی شاعر اهل لاهیجان، مدتی نزد وی شاگردی می‌کرد. مسیب‌خان مسیب تکلو در توطئه قتل شاه اسماعیل دوم با همیاری پریخان خانم، محمدخان تخماق استاجلو و پیره محمدخان استاجلو شرکت داشت.